# Kaplica Niepokalanego Serca Najświętszej Maryi Panny w Rozdzielu
Kaplica pod wezwaniem Niepokalanego Serca Najświętszej Maryi Panny w Rozdzielu – kaplica we wsi Rozdziele, zwana również kaplicą „pod lipami”, ponieważ wokół kaplicy rosną okazałe lipy. Administracyjnie należy do diecezji tarnowskiej, dekanatu lipnickiego i parafii św. Mikołaja w Żegocinie.

## Historia kaplicy
Kaplica ma swoje początki w 1846 roku, kiedy panowała rabacja chłopska. Wówczas przy dawnym trakcie przez Łopusze do Rajbrotu dziedzic wsi Rozdziele ufundował kamienną figurę Najświętszej Maryi Panny. Złożył on bowiem śluby Maryi, że jeśli zostanie uratowany, ufunduje jej figurę. Faktycznie, w okolicznych wsiach wymordowano dziedziców, a w Rozdzielu pan dworu ocalał, gdyż chłopi ukryli go w jednej ze stodół. Rozwścieczony tłum splądrował dwór, ale nie targnął się na życie szlachcica.
Już od początków kamienna statua wciśnięta we wnękę z potężnych lip rosnących na planie kwadratu była uznawana za cudowną. Na słupie wisiała latarnia, a poniżej skarbonka. Ludność przychodziła w trudnych chwilach do Matki Bożej i wrzucała drobne monety do skarbonki. Z tych składek Ignacy Sroka rozpalał świeczki w latarni, które świeciły się w każdą noc. W 1946 roku staraniem Genowefy Wróbel figura została odmalowana przez Adama Stachonia – kleryka z Rozdziela. Również w tym roku na prowizorycznej dzwonnicy zawieszono dzwon zakupiony przez ks. Michała Krawczyka (1884–1973).

Ludzie przychodzili do Matki Bożej Rozdzielskiej ze swymi problemami, które się w cudowny sposób rozwiązywały. Te modlitwy i pobożność ludzi nasunęła ks. Michałowi Krawczykowi pomysł wzniesienia drewnianej kaplicy. Dziękował również w ten sposób Matce Bożej Rozdzielskiej za przeżytą I i II wojnę światową. W swoim pamiętniku tak opisywał swoje przeżycia: 

W najcięższych dla mnie chwilach polecałem się opiece Najświętszej Marii Panny Rozdzielskiej i nigdy nie doznałem zawodu. W roku 1915 w czasie walk nad Dunajcem musiałem w nocy jechać do ciężko chorej, z ostatnimi sakramentami. Droga, którą jechałem, była gęsto ostrzeliwana przez artylerię nieprzyjacielską. Modliłem się o pomoc do Matki Bożej i szczęśliwie przejechałem tam i z powrotem. W 1944 roku stałem pod murem egzekucyjnym z innymi ofiarami terroru hitlerowskiego. Zacząłem się modlić do Najświętszej Panny Niepokalanie Poczętej. W tym momencie na Niemców napadła grupa partyzantów, a mnie udało się uciec. Taka była geneza późniejszej fundacji kaplicy

Kaplicę na prośbę fundatora zaprojektował architekt Longin Kokociński z Poznania. Okoliczni chłopi dali budulec i wykonali częściową robociznę. W tamtych czasach ciężko było o pozwolenie na tego typu budowlę. Wiele przykrości z powodu budowy miała Małgorzata Paruchowa, która z ramienia fundatora prowadziła budowę kaplicy. Prace nakazano zatrzymać, a istniejące już mury rozebrać. Pomimo przeciwności budowę zakończono i kaplicę poświęcił ks. Mikołaj Piechura – proboszcz w Trzcianie, dziekan dekanatu lipnickiego i rodak z Rozdziela w dniu Zesłania Ducha Świętego – 22 maja 1961 roku. W okresach letnich odprawiane były w niej msze święte. W latach 1970–1986 w kaplicy przechowywany był Najświętszy Sakrament. Od 1986 roku, gdy w Rozdzielu stanął kościół, kaplica nie spełnia już roli kaplicy mszalnej, mimo to wciąż jest bliska sercom parafian. Na coroczny czerwcowy odpust przybywa dużo pielgrzymów z odległych nawet okolic. Do kaplicy podąża również procesja w Nabożeństwo Fatimskie (13 sierpnia). Odprawiane tu są Nabożeństwa majowe i różańcowe, a także Różańce Fatimskie. Figura w ołtarzu głównym uznawana jest za cudowną i otoczona jest wielkim kultem i umiłowaniem ze strony mieszkańców.

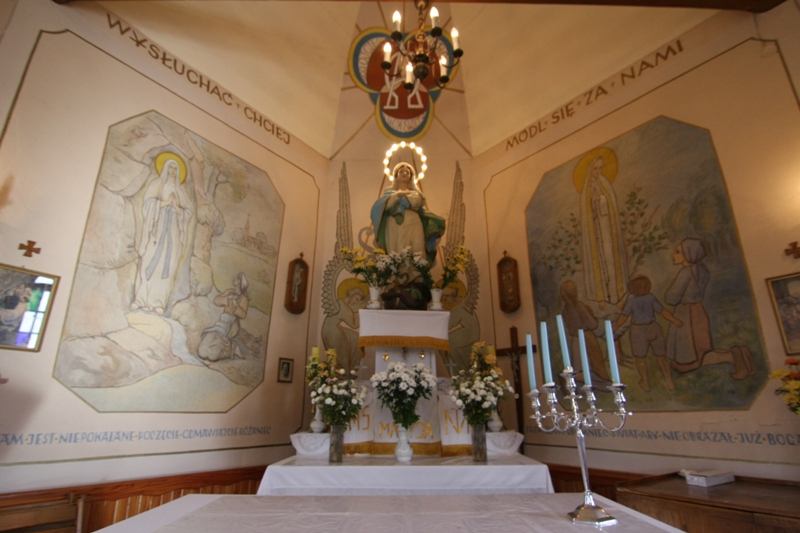
Łaskami słynąca figura Matki Bożej Rozdzielskiej w ołtarzu głównym

## Wnętrze
Wnętrze jest otynkowane i pomalowane na biało. W kaplicy wiszą liczne vota dziękczynne. Wchodząc do kaplicy na pierwszym planie drewniany ołtarz z łaskami słynącą figurą Matki Bożej Rozdzielskiej. Za ołtarzem widnieją dwa malowidła przedstawiające aniołów z kadzidłami. Po bokach znajdują się dwa malowidła przedstawiające objawienia Matki Bożej w Lourdes i Fatimie. Figurę otaczają liczne vota dziękczynne. Pomiędzy oknami są namalowane postacie św. Szymona z Lipnicy i św. Kingi. Nad drzwiami malowidło naścienne pt. „Chrzest Polski 966”.
W kaplicy nie przechowuje się Najświętszego Sakramentu. Od 1986 roku, gdy w Rozdzielu wybudowano kościół, kaplica nie spełnia już roli kaplicy mszalnej.

## Figura
Figurę Matki Bożej Rozdzielskiej ufundował w 1846 roku dziedzic wsi jako wotum dziękczynne i wypełnienie ślubów. Jest uznawana przez mieszkańców za łaskami słynącą. Kamienny posąg przedstawia Najświętszą Maryję Pannę w białej sukni i niebiesko-zielonym płaszczu. Ręce ma skrzyżowane na piersiach na znak czystego serca. Na głowie ma białą chustę. Stoi na kuli ziemskiej i depcze nogami węża. Jest otaczana szczególnym kultem.